# James Harlan (Politiker, 1820)

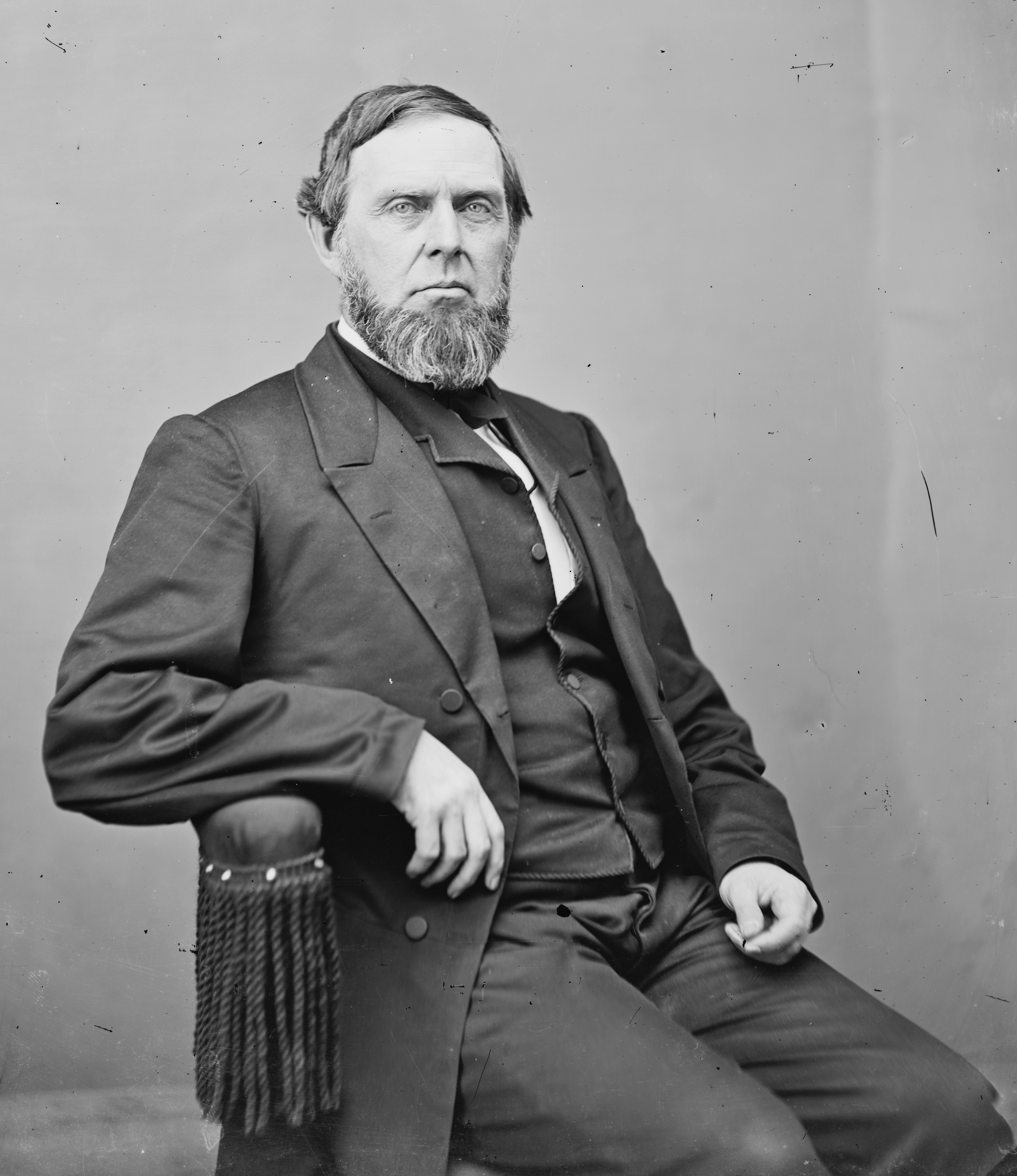
James Harlan

James Harlan (* 26. August 1820 im Clark County, Illinois; † 5. Oktober 1899 in Mount Pleasant, Iowa) war ein US-amerikanischer Politiker. Er gehörte dem Kabinett von US-Präsident Andrew Johnson zwischen 1865 und 1866 als Innenminister an und vertrat den Bundesstaat Iowa im US-Senat.

## Jurist und Senator
Als Vierjähriger zog der aus Illinois stammende James Harlan mit seiner Familie nach Indiana, wo er die Dorfschule besuchte, seinem Vater bei der Farmarbeit half und selbst bis 1841 als Lehrer arbeitete, ehe er einen akademischen Bildungsweg einschlug und 1845 seinen Abschluss an der Indiana Asbury University, der späteren DePauw University in Greencastle, machte. Im selben Jahr siedelte er nach Iowa um, wo er in Iowa City die Rechtswissenschaften studierte, 1850 in die Anwaltskammer aufgenommen wurde und schließlich als Jurist zu praktizieren begann. Von 1853 bis 1855 fungierte er als Präsident des Iowa Wesleyan College.
Anfangs den Whigs nahestehend, schlug er die Nominierung dieser Partei für die Wahl zum Gouverneur von Iowa im Jahr 1850 aus. Später trat er der Free Soil Party bei, für die er 1855 zum US-Senator gewählt wurde. Im Januar 1857 wurde der Sitz durch den Senat für vakant erklärt, da es bei Harlans Wahl durch die Iowa General Assembly Unregelmäßigkeiten gegeben habe. Nach kurzer Zeit wurde Harlan erneut durch das Parlament von Iowa gewählt und nahm sein Mandat ab dem 29. Januar 1857 wieder wahr; zwischenzeitlich war er zu den Republikanern übergetreten.

## Innenminister
Am 15. Mai 1865 schied er auf eigenen Wunsch aus dem Senat aus, nachdem ihn Präsident Johnson als Innenminister in sein Kabinett berufen hatte; dieses Amt übernahm er am folgenden Tag. Er proklamierte als Ziel seiner Amtszeit, das „Haus sauberzumachen“ und wollte „eine beträchtliche Anzahl von Personen feuern, die sich nur selten an ihren jeweiligen Schreibtischen aufhielten“. Dazu zählte für Harlan auch der bekannte Poet Walt Whitman, der als Beamter im Bureau of Indian Affairs tätig war. Er fand am 30. Juni 1865 an dessen Arbeitsplatz das von Whitman verfasste Buch Leaves of Grass, bezeichnete es als moralisch anstößig und setzte Whitman mit den Worten vor die Tür, er wolle den Autor dieses Buches nicht in seinem Ministerium haben. Darüber hinaus führte Harlan aus: „Sollte der Präsident der Vereinigten Staaten seine Wiedereinsetzung anordnen, würde ich eher zurücktreten als ihn wieder einzustellen.“ 29 Jahre später verteidigte er seine Maßnahme und setzte hinzu, Whitman sei nur entlassen worden, weil seine Dienste nicht benötigt wurden.
Harlan trat dann am 31. August 1866 aus freien Stücken zurück, weil er mit der Politik von Präsident Johnson nicht mehr einverstanden war. Er kehrte im folgenden Jahr in den Senat zurück, wo er Iowa noch einmal bis 1873 vertrat. Danach setzte er sich in Mount Pleasant zur Ruhe, wo er 1899 verstarb.

## Sonstiges
In der National Statuary Hall, der Gedenkhalle im Kapitol in Washington, D.C., steht seit 1910 eine Bronzeskulptur von James Harlan. Jeder US-Bundesstaat ist dort mit zwei Statuen bedeutender Persönlichkeiten aus seiner Geschichte vertreten; die Wahl Iowas fiel außerdem auf Samuel Jordan Kirkwood, der während Harlans Zeit als Innenminister dessen Platz im Senat innehatte.
Im Juni 1865 entließ Harlan den amerikanischen Dichter Walt Whitman aus dem Innenministerium, weil er dessen Gedichtsammlung Leaves of Grass als sittenwidrig ansah.
James Harlan war ein enger Freund von Präsident Abraham Lincoln und dessen Familie. 1868 heiratete seine Tochter Mary Lincolns Sohn Robert.